# Porn Queen
Porn Queen est un groupe luxembourgeois de hard rock. Le groupe est formé en 2010, et sort quelques EP avant de se dissoudre en 2015. Les membres forment un groupe parallèle nommé Dead Sinners en 2017. Porn Queen fait son retour à l'été 2019 au Rock um Knuedler, et continue de publier quelques singles.

## Histoire
Les origines du groupe remontent à 2007. Au début, il s'agissait uniquement de Lucas Ferraz et Fred Barreto, deux Brésiliens qui vivaient au Luxembourg et avaient déjà joué ensemble dans un groupe musical au Brésil. La formation appelée Porn Queen débute en 2010, alors que Lucas Ferraz a l'occasion de jouer en première partie pour le guitariste Slash (ancien membre de Guns N' Roses) à la Rockhal. Il contacte alors Fred et Yves Deville pour monter un véritable groupe, et Yves Deville lui propose Dan Fastro comme batteur. Les quatre membres venaient de directions musicales différentes (blues, funk, heavy metal, rock) et jouaient du hard rock avec Porn Queen.
En juin 2011, ils font la première partie du groupe Loaded de Duff McKagan à Lille, et en juillet ils ouvrent à nouveau le concert de Slash à Paris au Zénith devant 6 500 personnes. À cette occasion, ils ont également vendu une édition limitée à 300 exemplaires de l'EP Devil's Way. En septembre, il était également disponible sur iTunes. Au cours des trois premiers mois de 2012, Porn Queen effectue une tournée européenne avec le guitariste rock Richie Kotzen, donnant 16 concerts dans 12 pays. Après cela, ils sortent l'EP Acoustic Session, joué dans d'autres festivals luxembourgeois et européens et ont en juin l'occasion de jouer avec Slash pour la troisième fois, cette fois encore à la Rockhal. Slash les invite ensuite en première partie de deux concerts de sa tournée latino-américaine et ils jouent donc dans des salles à guichets fermés à Rio de Janeiro et Porto Alegre en novembre.
Un album studio homonyme, Porn Queen, est enregistré avec Charel Stolz, et sort en avril 2014. La soirée de sortie a lieu à la Rockhal. Après 2015, le groupe fait une longue pause. En 2017, trois membres — Lucas Ferraz, Dan Fastro et Yves Ditsch — forment le groupe Dead Sinners avec un autre guitariste,.
Porn Queen fait son retour à l'été 2019 au Rock um Knuedler, où ils s'étaient déjà produits en 2011, 2013 et 2015. Après cela, le groupe sort plusieurs singles : Mantra (2020), Stop Running Away et Nothing Left to Say (2021) et Future Past (2022).

## Discographie

### EP
- 2011 : Devil's Way
- 2012 : Acoustic Session